# Frigitilla simulatrix
Frigitilla simulatrix (лат.) — вид ос-немок (бархатных муравьёв) рода Frigitilla из подсемейства Sphaeropthalminae (триба Dasymutillini). Эндемик Южной Америки.

## Распространение
Южная Америка: Боливия, Бразилия (Amazonas, Pará, Rondônia), Перу.

## Описание
Основная окраска тела красновато-коричневая до чёрного у самок (на втором тергите брюшка два оранжевых пятна) и чёрная у самцов. Длина: бескрылые самки от 3,7 до 5,8 мм; крылатые самцы — от 9 до 11. Спинная поверхность мезосомы (на виде в профиль) плоская или вогнутая и хорошо развитыми скутеллярными чешуйками; верхняя и задняя поверхности проподеума взаимно более или менее перпендикулярны и обычно разделены латеральными поперечными килями; голенные шпоры белые, светлее чем голени и лапки; первый метасомальный сегмент явно узловидный и суженный сзади. Имеют 6-члениковые нижнечелюстные и 4-члениковые нижнегубные щупики. Формула шпор: 1-2-2.
Среди хозяев отмечены мелкие осы рода Trypoxylon: Trypoxylon (Trypargilum) nitidum F. Smith, T. (Trypargilum) rogenhoferi Kohl и T. (Trypargilum) lactitarse de Saussure (Hymenoptera, Crabronidae).

## Классификация
Вид был впервые описан в 1902 году под первоначальным названием Mutilla frigidula Cresson, 1902. В 1990 году переносён в состав рода Tobantilla. Валидный статус вида был подтверждён в ходе родовой ревизии в 2011 году американскими энтомологами Кевином Уилльямсом (англ. Kevin A. Williams) и Джеймсом Питтсом (James P. Pitts, оба из Университета штата Юта, Logan, Юта) и южноафриканским гименоптерологом Денисом Бразерсом (Denis J. Brothers; University of KwaZulu-Natal, Питермарицбург, Scottsville, ЮАР). В 2015 году выделен в отдельный монотипический род Frigitilla.
В 2016 году состав рода был расширен и добавлен вид Frigitilla panamensis Cambra, Brothers & Quintero, 2016 (описан по самкам из Панамы); также проведена синонимизация Frigitilla simulatrix (F. Smith, 1879), comb. nov. =Mutilla frigidula Cresson, 1902, syn. nov. и обозначен лектотип для Mutilla simulatrix F. Smith, 1879.